# Angry Birds Go!
Angry Birds Go! es un videojuego de karts free-to-play de la serie de videojuegos Angry Birds. El juego fue desarrollado en alianza con Red Bull's Kart Mobile Games y lanzado en el mercado el 11 de diciembre de 2013. Este juego es compatible con los Telepods Hasbro que permitirán al jugador obtener un kart específico. Las pistas del juego se localizan en Piggy Island, un mundo creado en 3D. El juego también incluye karts actualizables y poderes únicos para cada personaje.

## Argumento
La historia empieza cuando los cerdos hacen una competencia en la isla, los pájaros desde una esquina los observan y sospechan algo. El rey Cerdo está haciendo los premios; si quedas en el 3.er. lugar, te llevas un deportivo usado y viejo, si quedas en el 2.º lugar, una manzana, en cambio, en el 1.er. lugar se lleva un enorme pastel muy tentador, (muy parecido al del episodio de Angry Birds Toons, Another Birthday) las aves quedaron cautivadas por el tremendo premio, por lo que se lanzan hacia donde están los cerdos y les piden si los dejan competir. Sabiendo lo que pasaría si se negaban, los cerdos no muy felices los dejan concursar, mientras que están dispuestos a ir por el pastel.

## Desarrollo
El 12 de junio de 2013, el desarrollador Rovio Entertainment publicó en Internet una muestra del estreno del pájaro rojo, acelerando hacia el fondo después de la cuenta bajo "Ready, Set, Go". La muestra supuso muchas especulaciones por parte de periodistas y fanes en cuanto a que el juego pudiera ser de carreras o un juego de avances sin fin. y y Angry Birds Go fue una de las primeras apps lanzadas simultáneamente en cuatro de las mayores plataformas de teléfonos inteligentes, los llamados Teléfono inteligente. Esta app tiene soporte para cuentas de Rovio sincronizando el avance entre diferentes dispositivos que usan el mismo sistema operativo.

## Personajes
En cuanto a los personajes, hay 12 en total (9 aves y 3 cerdos jugables) que son los que se muestran a continuación:

### Pájaros (Angry Birds)
- Red: El utiliza su turbo para adelantar a sus rivales en una carrera.
- Stella: Ella libera una burbuja protectora que la protege de sus rivales en una carrera.
- Bomb: El utiliza su bomba para atacar a los rivales cercanos.
- Los Blues: Ellos utilizan el turbo tres veces en una carrera.
- Terence: El libera unos rayos que atacan a sus rivales cercanos en una carrera.
- Bubu: Él se convierte en un globo para ganar velocidad y atacar a sus rivales rodando.
- Matilda: Ella arroja un huevo a sus rivales que estén más adelantados.
- Hal: Él utiliza un tornado para atacar a sus rivales que estén más adelante.
- Chuck: Él utiliza su turbo más rápido que el de Red.
- Ayrton Senna (Eliminado):  Homenajea al famoso corredor de carreras Ayrton Senna. Utiliza un turbo igual al de Chuck, a diferencia que tiene que ganar 41 carreras (las carreras reales que ganó) para desbloquear su casco.
- Ice Bird (No Añadido Al Juego):Iba a tener un Kart parecido a un ovni y posiblemente un jefe del Mapa Sub Zero Y Iba a tener el poder de lanzar ráfagas de Hielo Que aturden al jugador.

### Cerdos (Bad Piggies)
- Cerdito Mecánico: Él no tiene un poder especial, pero se usa para arreglar los autos.[n 1]
- Cerditos Esbirros: Ellos no tienen poderes especiales.[n 1]
- Rey Cerdito: El utiliza una carroza que vuela para adelantar a sus rivales desde el aire.
- Bigotes: El utiliza tres dinamitas para arrojar a otros competidores y retrasarlos.
- Cabo Cerdito: El utiliza un casco que lo rodea protegiéndolo de los rivales que estén más cerca de él.
- Cerdo crónico (No Añadido Al Juego): Se puede encontrar al actualizar incorrectamente el juego, la habilidad que tiene es lanzar cajas explosivas hacia atrás, no se sabe si esta habilidad iba a ser la suya o si solo era un "Placeholder"

Notas
1. 1 2  Se encuentran en los archivos del juego pero no son accesibles de manera normal.

## Niveles
- Seedway: El primer episodio, cuenta con dos circuitos, y se obtienen tres personajes, Red es uno de ellos, pero viene desbloqueado, los otros dos son Stella y Bomb.
- Air: El segundo episodio, caracterizado por sus enormes saltos y porque se vuela, se consigue a Bubbles, Matilda y a Bigotes.
- Sub-Zero: El tercer episodio de tres circuitos, que en vez de obtener personajes, tienen que conseguir entrar por las banderas.
- Rocky Road: El cuarto episodio, cuenta con tres circuitos, se obtienen tres personajes: Jay, Jake y Jim (Se cuentan como uno en un casco), Rey Cerdo y Terence.
- Stunt: El quinto episodio, cuenta con tres circuitos, lleno de trucos, se consigue a Hal, Cabo Cerdito y Chuck.

## Modos de juego
- Carrera: Modo que te deja competir con otros 7 personajes, entre más personajes consigas se eliminaran los cerdos normales y añadirán al personaje desbloqueado más reciente. Es el único modo con atajos y retos.
- Versus: Se hace una carrera 1 vs. 1, es la carrera con menos recompensa, y a diferencia de otros modos, para esta no se necesita cierta cantidad de cilindro, significando que se puede jugar cuando quieras
- Duelo De Campeones: Este es el modo con más recompensas, más difícil, y el que necesita más cilindro, el propósito de este modo es competir con el personaje principal del circuito, en otros palabras, el personaje próximo a desbloquear, se debe de ganar 3 veces al personaje en este modo para pasar al siguiente circuito y conseguir a ese personaje, una vez completado se marcara una X en el icono, que tiene al personaje ya derrotado.
- Tiempo Bomba: En este juego no hay monedas o gemas, pero se consigue gran cantidad si se supera, el propósito del juego es completar el circuito, a pesar de sonar fácil, se añadan obstáculos de cristal y madera para evitar que llegues a tiempo, por lo cual se debe hacer lo posible para esquivarlos y llegar a tiempo.
- Aplasta Frutas: Como el nombre lo indica, el propósito del juego es aplastar frutas, también hay monedas y gemas, suena fácil, pero conforme avanzas se añaden otros jugadores (la máquina, en si) al juego, teniendo que hacer lo posible para que no aplasten más frutas que tu, al final, el que aplasta más, gana. Stella es el personaje más capacitado para este modo, ya que su burbuja atrapa frutas y monedas.
- Modo Jenga: A diferencia del resto de modos este no formaba parte de la historia principal y tenías que pagar dinero real para desbloquearlo, en este modo creado en colaboración con Jenga tienes que derribar torres Jenga y destruir el mayor número de bloques posible.

## Multijugador
Angry Birds Go! (a partir de la versión 1.4.0) incluye como actualización un sistema multijugador en línea, el cual selecciona a competidores al azar para iniciar la partida. Durante dicha partida habrá distintos puntos de fotografía donde automáticamente la aplicación generara fotos de los jugadores que pasen por allí, por último, al alcanzar a ganar 5 carreras se te entregara una "Caja de sorpresas". Fue removido con las actualizaciones

## Modo Party
Angry Birds Go! (a partir de la versión 1.7.0) incluye el sistema multijugador local (Modo Party) en el cual varios dispositivos en la misma señal de WiFi pueden jugar en la misma carrera, eligiendo la carrera y el episodio que deseen, siempre y cuando tengan desbloqueado un auto en el episodio que elijan. El dispositivo que crea la carrera es el único que puede elegir. Tú puedes crear o entrar a una carrera con tus amigos, mientras ellos tengan la actualización.

## La Carrera del día
La carrera del día consiste en hacer carreras diarias y darte recompensas. Estas son:
1.er. día =80 monedas,
2.º día =160 monedas,
3.er. día =1 gema,
4.º día =300 monedas,
5.º día =2 gemas,
6.º día =500 monedas,
7.º día =5 gemas
(si se inicia sesión en Facebook, la recompensa se duplica).

## Recepción
El juego ha recibido críticas dispares, con una puntuación en Metacritic de 60% basado en 16 reseñas. The Guardian le gustó el juego pero no le gustaron las compras adicionales en el juego.
A Tech2 no le gustó el sistema de energía, que solo permite jugar cinco carreras con cada pájaro, después de las cuales son bloqueados por lo que hay que esperar o bien desbloquearlos con una compra "in-app" e igualmente le disgustó el proceso de mejora de los vehículos que usa monedas de juego que solo pueden ser obtenidas lentamente en las carreras o bien como compra "in-app".
Los fanáticos del juego dijeron que Angry Birds Go! era el mejor juego de toda la saga de Angry Birds.